# Psessis
Els psessis (en llatí: psessii, en grec antic: Ψήσσιοι, o Ψησσοί) eren un poble de la Sarmàcia asiàtica, situat per Claudi Ptolemeu entre el Palus Maeotis i les muntanyes Hippici, al nord del Caucas, després del poble dels siraquens. També en parlen Plini el Vell i Esteve de Bizanci.